# Edith Gertrude Clements
Edith Gertrude Schwartz Clements (1874-1971), também conhecida como Edith S. Clements e Edith Schwartz Clements, nasceu em 1874, em Albany, New York. Ela era casada com o botânico Frederic Clements, com quem colaborou ao longo de sua vida profissional, sendo pioneira da ecologia botânica e a primeira mulher a receber um Ph.D. pela Universidade de Nebraska.
Edith eonheceu seu marido, Frederic E. Clements (1874-1945), quando estudava na mesma universidade, Universidade de Nebraska. Juntos, eles fundaram o Laboratório Alpine, uma estação de pesquisa em Pikes Peak, Colorado. Clements também era uma artista botânica que ilustrou seus próprios livros, bem como publicações conjuntas com Frederic. Eles seriam elogiados como "a mais ilustre equipe marido e mulher desde os Curie".

## Carreira

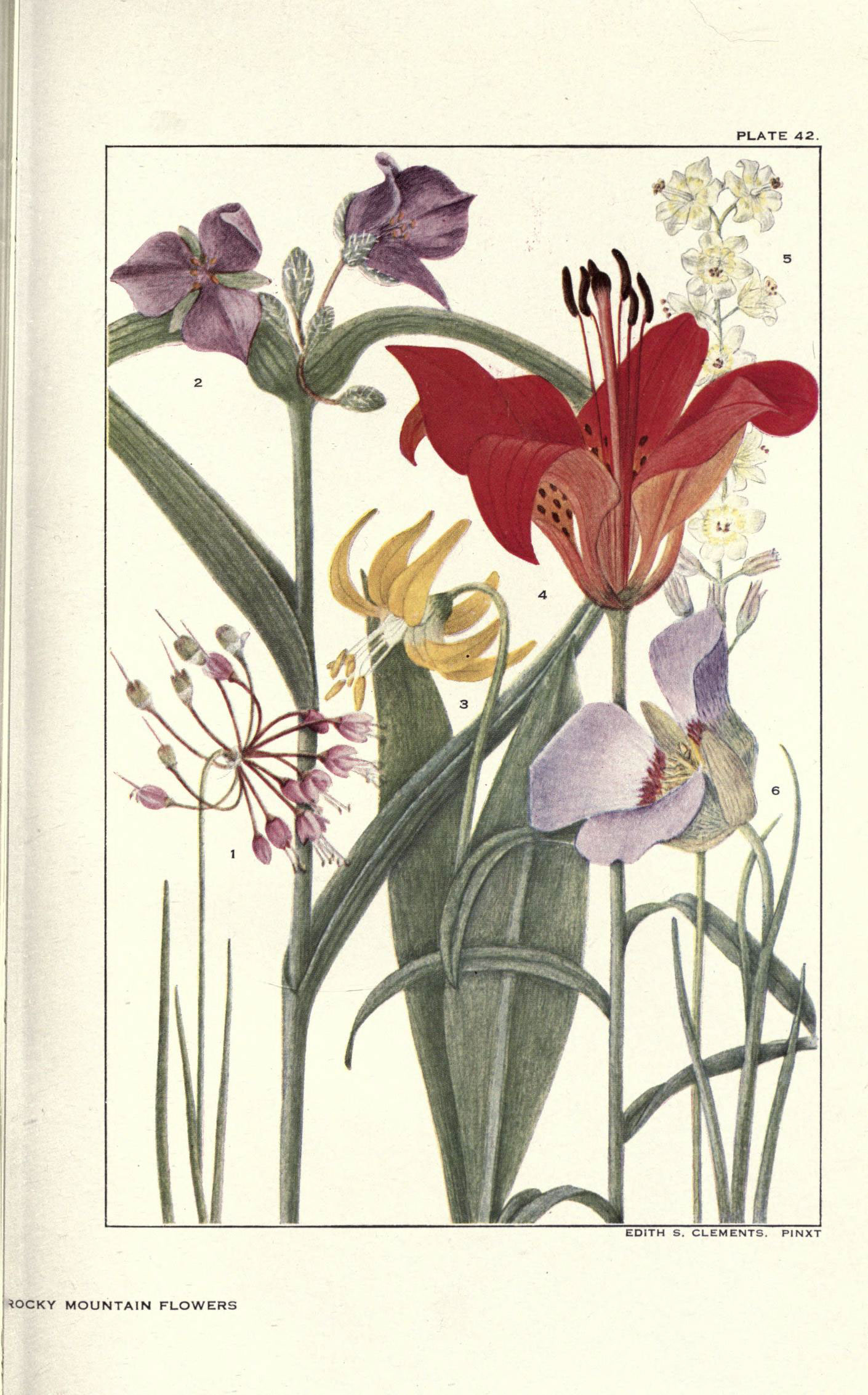
Uma ilustração de Clements para seu livro Rocky Mountain Flowers (ilustração 42).

Após obter seu Ph.D., Clements conseguiu um emprego como assistente de botânica na Universidade de Nevada (1904–07), onde Frederic dava aulas. Para arrecadar dinheiro, eles passaram vários verões coletando espécimes de plantas e montando o Herbaria Formationum Coloradensium, uma coleção valiosa de cerca de 530 espécimes de plantas de montanha do Colorado cuidadosamente anotadas e complementadas por 100 fotografias.

## Livros Publicados
- Adventures in Ecology: Half a Million Miles: From Mud to Macadam (1960)
- Flowers of Coast and Sierra (1928)
- Flower Families and Ancestors (1928, com Frederic Clements)
- Flowers of Mountain and Plain (1916)
- Rocky Mountain Flowers (1914; com Frederic Clements)

## Outra referências
- OGILVIE, Marilyn; HARVEY, Joy. The biographical dictionary of women in science: pioneering lives from ancient times to the mid-20th century. Pp: 545-546. London: Routledge, 2003.